# Langue des signes nigériane
La langue des signes nigériane, est la langue des signes utilisée par les personnes sourdes et leurs proches au Nigeria.

## Histoire
La langue des signes nigériane a été introduite en 1960 par le missionnaire américain Andrew Foster,.

## Caractéristiques
La langue des signes nigériane est liée à la langue des signes américaine et a été influencée par la langue des signes ghanéenne.